# Orazio Alfani

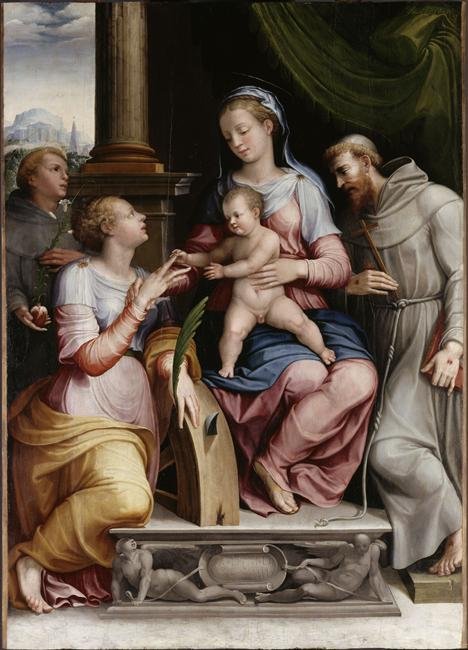
Esponsales místicos de Santa Catalina, Louvre.

Orazio di Domenico Alfani (cerca de Perugia, 1510-Roma, 1583) fue un pintor italiano activo durante el Renacimiento tardío.

## Biografía
Hijo y alumno de su padre, el también pintor Domenico Alfani, continuó con el negocio familiar. Antiguamente se había afirmado que Orazio se formó en el taller del Perugino, siendo esto muy improbable por motivos cronológicos, pues a la muerte de este maestro tan solo contaba con 11 años de edad. La continuidad de estilo con el practicado por su progenitor hace dudar sobre la autoría de ciertas obras de su período juvenil, siendo probablemente fruto de la colaboración de ambos artistas, padre e hijo. En todo caso, estuvo muy cercano a la pintura de Vanucci y a la de manieristas posteriores como Rosso Fiorentino o Raffaellino del Colle
En 1539 le encontramos trabajando en la Catedral de Palermo. En 1544 vuelve a su patria, donde desarrollará la mayor parte de su carrera.
Alfani fue uno de los fundadores junto al arquitecto Rafaello Sozi de la Accademia del Disegno de Perugia (1573), entidad que todavía sobrevive en la actualidad.
Orazio Alfani falleció en Roma en 1583, dejando un hijo de su mismo nombre que siguió en el oficio de su padre con modesto éxito.

## Obras destacadas
- Esponsales místicos de Santa Catalina (1549, Museo del Louvre, París)
- Coronación de la Virgen y apóstoles en torno al sepulcro (Galleria Nazionale dell'Umbria, Perugia)
- Asunción de la Virgen (San Pietro, Perugia)
- Liberación de San Pedro (Museo Cava dei Tirreni, Badia)
- Martirio de San Sebastián (Catedral de Perugia)
- Frescos de la Capilla de la Resurrección (Santa Maria delle Lacrime, Trevi)